# توماس رید
توماس رید (به انگلیسی: Thomas Reid) زیسته (۲۶ آوریل ۱۷۱۰ تا ۷ اکتبر ۱۷۹۶) فیلسوف اسکاتلندی مذهبی آموزش دیده، معاصر دیوید هیوم و نیز اولین و شدیدالحن‌ترین منتقد او بود.توماس رید بنیانگذار مکتب عقل سلیم اسکاتلند بود و در روشنگری اسکاتلند نقشی اساسی ایفا کرده‌است. او اوایل زندگی خود را در آبردین گذراند و از دانشگاه آبردین فارغ‌التحصیل شد. توماس رید کار خود را به عنوان یک کاهن در کلیسای اسکاتلند آغاز کرد ولی در سال ۱۷۵۲ کار کاهنی (یا لقب کشیش) را، زمانی که موقعیت استادی در کینگز کالج آبردین به او داده شد رها کرد. او در آن جا دکترای خود را نیز به دست آورد و رسالهٔ «ارزیابی ذهن بشر بر اساس عقل سلیم (مشترک)» را نوشت که در سال ۱۷۶۴ منتشر شد. او و همکارانش «انجمن فلسفی آبردین» (Wise Club) را پایه‌گذاری کردند که در میان هواداران «کلوپ زیرک» نامیده می‌شد و یک انجمن ادبی-فلسفی بود. مدت کوتاهی پس از انتشار اولین کتاب خود، توماس رید کرسی معتبر استادی فلسفه اخلاق در دانشگاه گلاسکو را برای جانشینی آدام اسمیت دریافت کرد. در سال ،۱۷۸۱ پس از آن که سخنرانی‌های دانشگاهی خود را برای انتشار در دو کتاب آماده ساخته بود از این موقعیت استعفا داد. مقالهٔ «در قدرت فکری انسان» در سال ۱۷۸۵ و مقالهٔ «توانایی ذهن فعال بشر» در ۱۷۸۸ میلادی منتشر شد.